# Richia cataclivis
Richia cataclivis là một loài bướm đêm trong họ Noctuidae.